# Jerónimo de Almeida
Jerónimo de Almeida était gouverneur de l'Angola de 1593 à 1594. Il a été précédé par Francisco de Almeida et João Furtado de Mendonça lui a succédé.